# Anistávio Gasparzinho
Anistávio "Gasparzinho" Medeiros (Natal, 1 de maio de 1988) é um lutador de MMA, profissional desde 2005 na categoria Peso Pena. Já lutou em eventos como Jungle Fight, Shotoo Brasil e fez também uma luta no UFC, além de ter participado do The Ultimate Fighter: Brasil.

## The Ultimate Fighter
Gasparzinho enfrentou o paulista Rafael Bueno na luta eliminatória. Gasparzinho foi um dos personagens mais ilustres da casa do TUF, muito descontraído o lutador fez algumas inimizades dentro da casa como por exemplo com Rodrigo Damm.
Nas quartas de final, ele enfrentou o cearense Rony Jason quem ele o considerava um grande amigo fora da casa, Jason treinava e até dividia quarto com Gaspar quando os dois treinavam na Team Nogueira. Jason aplicou um armlock ainda no primeiro round e eliminou Gasparzinho da competição.

## Ultimate Fighting Championship
Gasparzinho enfrentou Rodrigo Damm no UFC 147 mas perdeu por mata-leão. O UFC chegou a anunciar em seu site que Gasparzinho seria aproveitado pelo Ultimate. Porém dias depois ele foi dispensado.

## Cartel no MMA
| Cartel no MMA       |             |             |
| 29 lutas            | 19 vitórias | 10 derrotas |
| Por nocaute         | 3           | 4           |
| Por finalização     | 16          | 4           |
| Por decisão         | 0           | 1           |
| Por desqualificação | 0           | 1           |

| Res.    | Cartel | Oponente                        | Método                                    | Evento                              | Data       | Round | Tempo | Local                                        | Notas                                |
| ------- | ------ | ------------------------------- | ----------------------------------------- | ----------------------------------- | ---------- | ----- | ----- | -------------------------------------------- | ------------------------------------ |
| Derrota | 19-10  | Cezar Arzamendia                | TKO (socos)                               | Limo Fight 13                       | 15/08/2014 | 1     | 2:05  | Limoeiro do Norte, Ceará                     | Pelo Título Peso Pena do Limo Fight. |
| Vitória | 19-9   | Jossyone dos Santos             | Finalização (chave de braço)              | Jason Fight Championship 1          | 25/04/2014 | 1     | 4:59  | Quixadá, Ceará                               |                                      |
| Vitória | 18-9   | Antonio Evando Silva de Almeida | Finalização (chave de calcanhar)          | Garanhuns Fighting Championship 22  | 21/02/2013 | 1     |       | Garanhuns, Pernambuco                        |                                      |
| Vitória | 17-9   | Elinardo Xavier                 | Finalização (guilhotina)                  | Brazilian King Fighter 3            | 07/11/2013 | 1     | 1:14  | Fortaleza, Ceará                             |                                      |
| Vitória | 16-9   | Iramar Frota                    | Finalização (triângulo c/ chave de braço) | Limo Fight 11                       | 31/07/2013 | 1     | 3:05  | Limoeiro do Norte, Ceará                     |                                      |
| Derrota | 15-9   | Nilson Pereira                  | Nocaute Técnico (interrupção médica)      | MMA Rocks                           | 08/12/2012 | 2     | 5:00  | São Paulo, São Paulo                         |                                      |
| Derrota | 15-8   | Rodrigo Damm                    | Finalização (mata-leão)                   | UFC 147: Silva vs. Franklin II      | 23/06/2012 | 1     | 2:12  | Belo Horizonte, Minas Gerais                 | Estreia no UFC                       |
| Vitória | 15-7   | Orleans Smith                   | Finalização (chave de calcanhar)          | Mr. Cage 6                          | 30/09/2011 | 1     |       | Manaus, Amazonas                             |                                      |
| Derrota | 14-7   | Jurandir Sardinha               | Decisão (unânime)                         | Win Fight & Entertainment           | 16/09/2011 | 3     | 5:00  | Salvador, Bahia                              |                                      |
| Vitória | 14-6   | Rivaldo Junior                  | Finalização (chave de calcanhar)          | Mr. Cage 5                          | 29/04/2011 | 1     |       | Manaus, Amazonas                             |                                      |
| Vitória | 13-6   | Lucio Fernandes                 | Finalização (chave de calcanhar)          | Shooto Brasil 22                    | 01/04/2011 | 2     | 0:50  | Brasília, Distrito Federal                   |                                      |
| Vitória | 12-6   | Alexandre Cordeiro              | Nocaute (joelhada voadora)                | Gouveia Fight Championship 2        | 23/01/2011 | 2     | 0:35  | Natal, Rio Grande do Norte                   |                                      |
| Derrota | 11-6   | Renato Santos                   | Finalização (mata leão)                   | Vision Fight 1                      | 20/12/2009 | 2     |       | Boa Vista, Roraima                           |                                      |
| Vitória | 11-5   | Kleber Willian                  | Finalização (chave de braço)              | Leal Combat - GrandPrix             | 05/11/2009 | 3     | 2:51  | Natal, Rio Grande do Norte                   |                                      |
| Derrota | 10-5   | Alex Nacfur                     | Nocaute Técnico (socos)                   | Jungle Fight 14 - Ceará             | 09/05/2009 | 2     | 2:18  | Fortaleza, Ceará                             |                                      |
| Vitória | 10-4   | Diego Tubarão                   | Finalização (chave de calcanhar)          | Jungle Fight 13                     | 28/03/2009 | 1     |       | Fortaleza, Ceará                             |                                      |
| Vitória | 10-3   | Rafael Pinguim                  | Finalização (mata leão)                   | Leal Combat - Premium               | 05/06/2008 | 1     | 1:32  | Natal, Rio Grande do Norte                   |                                      |
| Derrota | 9-3    | Fransisco Mario Pimba           | Finalização (chave de calcanhar)          | Kabra Fight Nordeste                | 13/03/2008 |       |       | Fortaleza, Ceará                             |                                      |
| Vitória | 8-3    | Carlos Cyborg                   | Finalização (chave de braço)              | Leal Combat - Summer Edition        | 25/01/2008 | 1     | 3:00  | Natal, Rio Grande do Norte                   |                                      |
| Vitória | 7-3    | Jamil Silveira                  | Finalização (chave de braço)              | Rino's FC 4                         | 27/09/2007 | 1     |       | Fortaleza, Ceará                             |                                      |
| Vitória | 6-3    | João Paulo Rodrigues            | Nocaute Técnico (parada médica)           | Leal Combat - Natal                 | 05/07/2007 | 1     | 5:00  | Natal, Rio Grande do Norte                   |                                      |
| Vitória | 5-3    | Jamil Silveira                  | Finalização (chave de braço)              | Nordeste Combat Championship        | 09/05/2007 | 1     | 0:55  | Natal, Rio Grande do Norte                   |                                      |
| Derrota | 4-3    | Williamy Chiquerim              | Nocaute Técnico (fadiga)                  | Rino's FC 3                         | 07/02/2007 | 1     |       | Fortaleza, Ceará                             |                                      |
| Vitória | 4-2    | Valderi Silva                   | Finalização (chave de braço)              | Cage Fight Nordeste                 | 09/11/2006 | 1     | 3:35  | Natal, Rio Grande do Norte                   |                                      |
| Derrota | 3-2    | Diego Faisca                    | Desqualificação (tiro de meta ilegal)     | Demolition Combat Nordeste          | 02/06/2005 | 1     | 4:04  | Natal, Rio Grande do Norte                   |                                      |
| Vitória | 3-1    | Thiago Rato                     | Nocaute (joelhada voadora)                | Fight Ship Looking Boy 1            | 08/09/2005 | 3     | 3:35  | Natal, Rio Grande do Norte                   |                                      |
| Derrota | 2-1    | Renan Barão                     | Finalização (mata leão)                   | Mossoró Fight                       | 26/08/2005 | 2     | 3:41  | Mossoró, Rio Grande do Norte                 |                                      |
| Vitória | 2-0    | Gleidson Magao                  | Fiinalização (chave de braço)             | São Gonçalo do Amarante Super Fight | 16/06/2005 | 2     |       | São Gonçalo do Amarante, Rio Grande do Norte |                                      |
| Vitória | 1-0    | Bruno Cabare                    | Finalização (chave de calcanhar)          | Macau Fight 1                       | 25/05/2005 | 1     | 3:11  | Macau, Rio Grande do Norte                   |                                      |